# Gabriel Barrios Cabrera
El General Gabriel Barrios Cabrera fue un militar mexicano que participó en la Revolución mexicana. Nació en Cuacuila, Zacatlán, Puebla, el 18 de marzo de 1888. En 1916 heredó el cacicazgo de Juan Francisco Lucas, de quien fue hombre de confianza. A nivel nacional estaba protegido por su coterráneo Luis Cabrera; a pesar de ello, cuando Venustiano Carranza se internó en la región en 1920, Barrios prefirió pasarse al aguaprietismo, por lo que la comitiva carrancista no encontró el refugio esperado en la región de Tetela de Ocampo, lo que dio lugar indirectamente a los sucesos de Tlaxcalantongo, pero fue acusado del cacique, por lo que se le trasfirió del país. Llegó a general brigadier.